# WWE
World Wrestling Entertainment (WWE) је америчка компанија која организује професионалне рвачке догађаје. Представља најпопуларнију компанију у свету професионалног рвања. Винс Макмен Старији (енгл. Vincent McMahon Sr.) је основао компанију 1963. године. Његов син, Винс Макман је тренутно председник и извршни директор компаније и води компанију заједно са својом кћерком Стефани Мекмен и њеним супругом Полом Левеком, познатијим као Трипл Ејч.
Компанија је некада била позната као Светска рвачка федерација (енгл. World Wrestling Federation) или WWF. Променили су назив у World Wrestling Entertainment након тужбе коју је поднела Светска фондација за природу, која је користила исте иницијале док се звала World Wildlife Fund.

## Емисије

### Недељне емисије
| Понедељак | Ју-Ес-Еј нетворк |  |  |  |  |  |
| Смекдаун  |                  |  |  |  |  |  |
| Уторак    | Ју-Ес-Еј нетворк |  |  |  |  |  |
|           |                  |  |  |  |  |  |
| Среда     |                  |  |  |  |  |  |

## Титуле
На врху хијерархије шампионата WWE је Универзални шампион који се појављује у емисији WWE Raw и WWE шампион на WWE Смекдауну. Постоје две титуле за женске рваче: једно за Raw женског шампиона о друго за Смекдаун женског шампиона. Постоје две титуле за тимове: Raw тимски шампиони и Смекдаун тимски шампиони. Постоје три секундарне титуле у WWE, Интерконтинентални шампион на WWE Raw и САД шампион на Смекдауну.
| Титула                     | Тренутни шампион(и) | Датум освајања     | Дужина власништва | Белешке                                                                          |
| -------------------------- | ------------------- | ------------------ | ----------------- | -------------------------------------------------------------------------------- |
| Универзални шампион        | Роман Рејнс         | 30. август 2020.   | 1644              | Победио Бреја Вајата и Брона Стромена на Payback-у, 2020. године.                |
| САД шампион                | Остин Тиори         | 26. новембар 2022. | 826               | Победио Бобија Лешлија и Сета Ролинса на Survivor Series WarGames, 2022. године. |
| женски шампион             | Бјанка Белер        | 2. април 2022.     | 1064              | Победила Беки Линч на Реслманији 38.                                             |
| тимски шампиони            | Браћа Усо           | 20. мај 2022.      | 1016              | Победили Рендија Ортона и Ридла на Смекдауну.                                    |
| Смекдаун                   |                     |                    |                   |                                                                                  |
| шампион                    | Роман Рејнс         | 3. април 2022.     | 1063              | Победио Брока Леснара на Реслманији 38.                                          |
| Интерконтинентални шампион | Гунтер              | 10. јун 2022.      | 995               | Победио Рикошеа на Смекдауну.                                                    |
| Смекдаун женски шампион    | Шарлот Флер         | 30. децембра 2022. | 792               | Победила Ронду Раузи на Смекдауну.                                               |
| Смекдаун тимски шампиони   | Браћа Усо           | 18. јул 2021.      | 1322              | Победили Реја и Доминика Мистериа на Money in the Bank, 2021.                    |